# Виџа
Виџа (према енгл. Ouija, ИПА: ; још позната као Плоча духова и Плоча причања) је равна плоча која је означена словима абецеде, бројевима од 0-9, и речима да, не и збогом. Понекад се на њу означавају и разни симболи и графити. Плоча се користи како би се разговарало са демонима. За разговор са демонима се такође користи и комад дрвета у облику срца са рупом на себи која је довољно велика да се слова виде кроз њу. Назива се планкета. Планкета се постави на виџу. Тада почиње сеанса. Човек који хоће да разговара са демоном, прсте стави на планкету. Онда поставља питања на која треба одговорити демон. Када демон одговара, планкета се наводно сама миче по табли и показује слова од којих се наводно може направити одговор. Многи људи покушавају на овај начин да разговарају са демонима, али често речи које се покажу буду нејасне. Научници мисле да планкету уопште не померају демони, него је то разлог грчења мишића човека који планкету држи на плочи.